# Hydrokleja

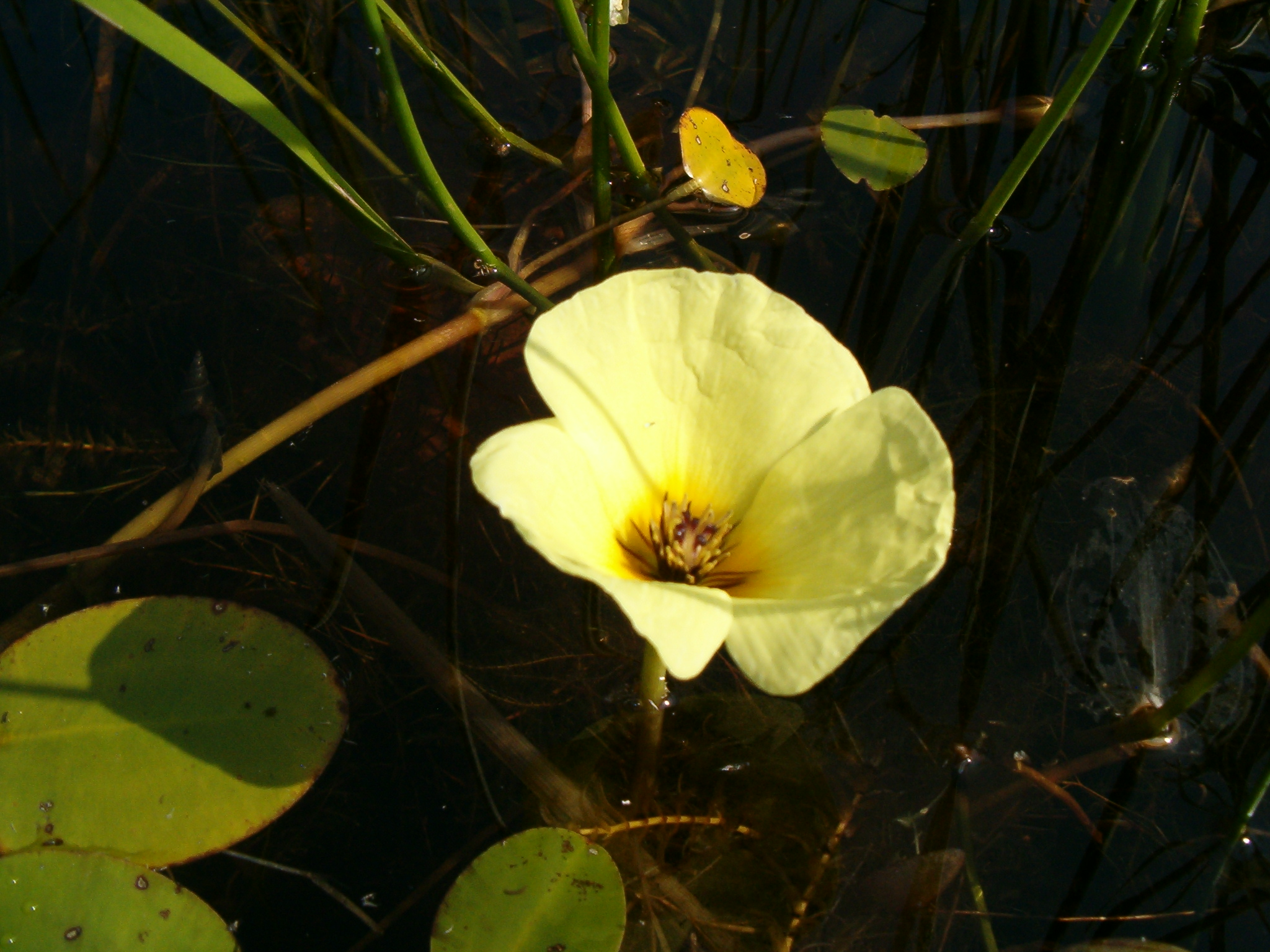
Kwiat hydroklei grzybieniowatej

Hydrokleja, nabłoć (Hydrocleys Rich.) – rodzaj wieloletnich roślin słodkowodnych z rodziny żabieńcowatych, obejmujący 5 gatunków występujących w tropikalnej Ameryce, od Meksyku do Argentyny, Brazylii i Urugwaju. Jeden gatunek – hydrokleja grzybieniowata – został naturalizowany w Australii, Nowej Zelandii, na Fidżi, Nowej Kaledonii i Wyspach Towarzystwa, a także w Stanach Zjednoczonych, w Teksasie i na Florydzie.
Nazwa naukowa rodzaju pochodzi od greckich słów υδρο (hydro – woda) i κλεις (kleis – zamknięty, klucz), odnosząc się do formy życiowej i kształtu słupków tych roślin.

## Morfologia
PokrójZanurzone rośliny wodne.
ŁodygaKrótkie, cylindryczne i zwężające się kłącze, często tworzące stolony.
LiścieRośliny tworzą odziomkowo podwodne, siedzące liściaki oraz pływające liście właściwe, długoogonkowe, o blaszce okrągłej do podługowato-lancetowatej, sercowatej lub zaokrąglonej nasadzie i kończykowatym do tępym wierzchołku.
KwiatyKilka do wielu kwiatostanów, złożonych z od kilku do bardzo wielu kwiatów, wyrasta na długim głąbiku z przegrodą (septate). Przysadki eliptyczne do lancetowatych, krótsze od szypułki. Okwiat podwójny. Działki kielicha wzniesione, zielone, lancetowate, skórzaste, o kapturkowatym wierzchołku. Płatki korony wzniesione do odchylonych, żółte do białych, podługowato-jajowate lub okrągłe, dłuższe lub krótsze od działek. Pręciki (od 6 do wielu) położone są w od 1 do wielu szeregach (w seriach zewnętrznych często pręciki są jałowe). Nitki pręcików równowąskie do lancetowatych. Owocolistki (od 3 do 8), zwężające się w skrzywioną do wewnątrz szyjkę słupka.
OwoceRównowąsko-lancetowate, błoniaste, zawierające 50 lub więcej nasion mieszki.

## Systematyka
Według Angiosperm Phylogeny Website (aktualizowany system APG III z 2009) rodzaj zaliczany jest do rodziny żabieńcowatych (Alismataceae), która należy do rzędu żabieńcowców (Alismatales). Jeszcze w systemie APG II z 2003 takson ten umieszczany był w wyodrębnianej wówczas rodzinie limnocharystowatych (Limnocharitaceae).
Gatunki
- Hydrocleys martii
- Hydrocleys mattogrossensis (Kuntze) Holm-Niels. & R.R.Haynes
- Hydrocleys modesta Pedersen
- Hydrocleys nymphoides (Humb. & Bonpl. ex Willd.) Buchenau – hydrokleja grzybieniowata
- Hydrocleys parviflora Seub.

## Zastosowanie
Hydrokleja grzybieniowata uprawiana jest w Stanach Zjednoczonych, w podgrzewanych basenach, jako roślina ozdobna.